# Johnny Stompanato

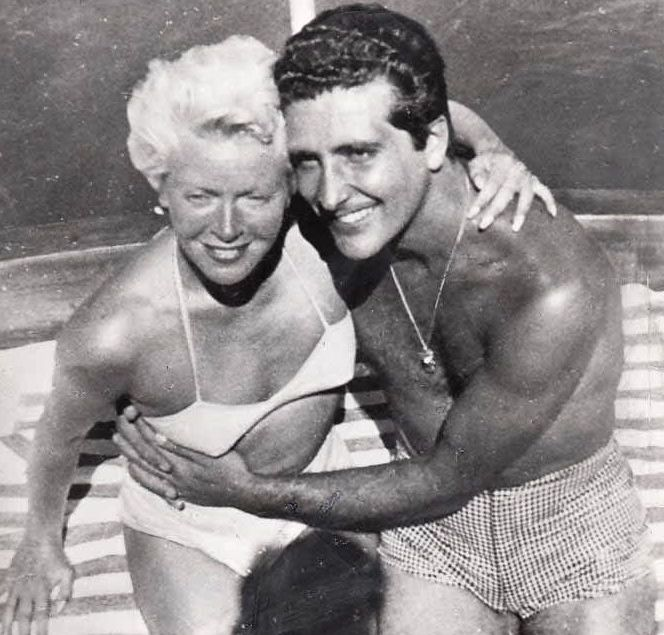
Johnny Stompanato con Lara Turner

Johnny Stompanato Jr., anche conosciuto come Handsome Harry, John Steele, Johnny Valentine, soprannominato Oscar e Johnny Dong (Woodstock, 10 ottobre 1925 – Los Angeles, 4 aprile 1958), è stato un criminale statunitense di origine italiana, che lavorò come guardia del corpo e scagnozzo del gangster Mickey Cohen. Fu anche il fidanzato dell'attrice hollywoodiana Lana Turner.

## Biografia

### Primi anni
John R. Stompanato nacque in una famiglia italo-americana a Woodstock, nell'Illinois, una città popolata prevalentemente da persone originarie dell'Irlanda. John era il minore di quattro figli. Suo padre, John Stompanato Sr., era un affermato barbiere con qualche esperienza anche nel campo immobiliare. Gli Stompanato vivevano in una grande casa rivestita di legno con uno splendido giardino, su Blakely Street. La madre di John morì subito dopo la sua nascita e suo padre si risposò con una donna di nome Verena Freitag.

### Sotto le armi
Nel 1940, dopo che Stompanato ebbe frequentato il primo anno presso la Woodstock High School, suo padre lo mandò presso la scuola militare per ragazzi a Boonville, dove si diplomò all'età di 17 anni. Nel 1943, Stompanato si unì ai Marines; partecipò ad alcune operazioni nel Sud del Pacifico durante la Seconda guerra mondiale, combatté nella battaglia di Peleliu e di Okinawa, e sbarcò con i Marines in Cina nel 1945.

### Matrimonio
Stompanato dichiarò che dopo la guerra si stabilì in Cina, gestendo vari night club e finendo per andare in bancarotta. Lavorò anche come impiegato in un ufficio americano nella città cinese di Tianjin. Proprio mentre svolgeva questo lavoro, incontrò e sposò una donna turca di sei anni più vecchia di lui e dopo il matrimonio si convertì all'Islam. La coppia si trasferì a Woodstock, dove nacque loro figlio, John Stompanato III. Stompanato lavorò quindi per diversi mesi come garzone di un fornaio prima di partire per cercare la fortuna a Hollywood.

### Mickey Cohen e Lana Turner
A Los Angeles, John mandò avanti il negozio "The Myrtlewood Gift Shop" a Westwood. Vendeva utensili di vasellame o legno intagliato spacciandoli per oggetti d'arte. In quello stesso periodo (prima metà degli anni '50), Los Angeles assisteva all'ascesa criminale del gangster del gioco d'azzardo Mickey Cohen, il quale si trovava a dover affrontare sia la polizia, che gli altri criminali. Subì persino un attentato dinamitardo contro la sua elegante residenza di Brentwood, il che lo portò a trasformarla in una fortezza tecnologica. Fu allora che decise di assumere Stompanato come guardia del corpo.
Stompanato, imbaldanzito dalla protezione di Cohen, diede sfogo alla sua vena criminale, organizzando rapine in varie gioiellerie e organizzando anche un giro di sfruttamento della prostituzione. Curiosamente, il senso di potere criminale che lo circondava fece di Stompanato anche uno dei playboy più popolari di Hollywood. Il cantante Frank Sinatra arrivò a far visita a Cohen per implorarlo di imporre a Stompanato di smettere di frequentare Ava Gardner, amica ed ex moglie di Sinatra.
Il 17 gennaio 1953 ha sposato l'attrice e modella Helene Stanley, da cui divorziò il 10 febbraio del 1955.
Nella primavera del 1957 Stompanato cominciò ad uscire con l'attrice Lana Turner, e prese l'abitudine di portare al polso un braccialetto d'oro al cui interno era inciso il vezzeggiativo "Lanita". Cheryl Crane, la figlia che Lana Turner aveva avuto dal secondo marito, nella sua autobiografia Detour: A Hollywood Story (1988) così descrive Stompanato:
"...Una bellezza da B-movie... una struttura fisica compatta... poderoso e soave nel parlare ... parlava con frasi brevi per nascondere la sua scarsa padronanza della grammatica, ma aveva una voce profonda, baritonale. Con gli amici raramente si abbandonava a sorrisi o risate rumorose: aveva sempre un aspetto raccolto, controllato... aveva occhi vigili, perennemente socchiusi... Il suo guardaroba consisteva quasi esclusivamente in qualche paio di pantaloni larghi e sformati, in una cintura dalla fibbia d'argento e in un paio di scarpe di coccodrillo."
Stompanato era molto geloso e spesso abusava della Turner che, intimorita anche dai legami che Johnny intratteneva con la criminalità, fu diverse volte sul punto di interrompere la relazione, ma riuscì sempre a convincerla a rimanere con lui.
Durante uno dei suoi attacchi di gelosia, Stompanato irruppe sul set di un film in Inghilterra e minacciò con una pistola Sean Connery, coprotagonista della Turner nel film Estasi d'amore, con l'unico risultato di farsi disarmare, picchiare e buttare fuori da Connery stesso. Per questa aggressione Stompanato fu rimpatriato negli Stati Uniti da Scotland Yard.

### Morte
Il 4 aprile del 1958 Johnny Stompanato fu pugnalato a morte con un coltello da cucina in casa di Lana Turner a Beverly Hills dalla figlia quindicenne della Turner, Cheryl Crane. La ragazza dichiarò di aver dovuto difendere la madre da un violento attacco di Stompanato. La Corte le credette, dichiarando l'omicidio atto di legittima difesa. Dopo la sentenza, la famiglia di Stompanato chiese a Lana Turner danni per 7 milioni di dollari. Probabilmente le spese legali della famiglia Stompanato furono pagate dal vecchio boss di Johnny, Mickey Cohen.
Fin dal 1958 emersero alcune voci di corridoio che caldeggiavano l'ipotesi che ad uccidere Stompanato fosse stata in realtà Lana Turner, e che la figlia si fosse presa la colpa perché, essendo minorenne, non sarebbe andata incontro a pene gravi. Queste voci, però, non hanno mai trovato fondamento. Un altro pettegolezzo, alimentato dai dissapori che c'erano stati fra i due, voleva che Sean Connery fosse coinvolto nell'omicidio di Stompanato. L'attore scozzese non ha mai replicato, presumibilmente per non alimentare queste voci.
Johnny Stompanato è all'Oakland Cemetery di Woodstock. La bara fu pagata da Mickey Cohen, e fu probabilmente lo stesso Cohen a inviare alla stampa le lettere d'amore che Lana Turner aveva scritto a Stompanato, esponendo l'attrice a pubblica disapprovazione.

## Stompanato nella cultura di massa
- Johnny Stompanato è uno dei personaggi del romanzo di James Ellroy L.A. Confidential; nel film omonimo, tratto dal libro, è impersonato dall'attore italiano Paolo Seganti, che viene ritratto in una scena al fianco dell'attrice Brenda Bakke nei panni di Lana Turner.
- Nel 2007 fu annunciato il progetto di un film sulla vita di Stompanato, che avrebbe dovuto essere interpretato da Keanu Reeves. Il progetto non ebbe seguito.[8]
- La canzone di Tom Russell Tijuana Bible è ispirata alla storia di Stompanato.[9]
- Stompanato è interpretato dall'attore James Carpinello nel film del 2013 Gangster Squad.